# Pseudobarbus
Pseudobarbus es un género de peces de la familia Cyprinidae y de la orden Cypriniformes.

## Especies
- Pseudobarbus afer (W. K. H. Peters, 1864)
- Pseudobarbus asper (Boulenger, 1911)
- Pseudobarbus burchelli (A. Smith, 1841)
- Pseudobarbus burgi (Boulenger, 1911)
- Pseudobarbus phlegethon (Barnard, 1938)
- Pseudobarbus quathlambae (Barnard, 1938)
- Pseudobarbus tenuis (Barnard, 1938)

- Datos: Q149340
- Multimedia: Pseudobarbus / Q149340
- Especies: Pseudobarbus